# Leżachów-Osada
Leżachów-Osada – wieś w Polsce położona w województwie podkarpackim, w powiecie jarosławskim, w gminie Jarosław.
W latach 1975–1998 miejscowość administracyjnie należała do województwa przemyskiego.

## Części wsi
| SIMC    | Nazwa  | Rodzaj    |
| ------- | ------ | --------- |
| 0611270 | Grochy | część wsi |

## Historia
Najpierw był to teren należący do Leżachowa, na którym był folwark Czartoryskich. Później osiedlili się osadnicy i od tego powstała obecna nazwa Leżachów-Osada. Wieś była też zwana pod nazwą Kolonia Leżachowska. Jesienią 1914 roku w rejonie mostu na Sanie trwały walki austriacko-rosyjskie, po których nad Sanem utworzono cmentarz wojenny, na którym spoczywa ok. 60 żołnierzy. We wsi jest grób oficera armii radzieckiej, który zginął w lipcu 1944 roku w bitwie pod Grochami.
W 1921 roku Leżachów posiadał 175 domów (w tym Kolonia Leżachowska posiadała 27 domów). Następnie utworzono samodzielną wieś Leżachów-Osada, która należała do gminy Sieniawa. Od 1 stycznia 1996 roku wieś należy do gminy wiejskiej Jarosław.

## Osoby związane z miejscowością
- o. dr Albin Sroka – franciszkanin, doktor prawa kanonicznego, prekursor kultu św. o. Pio, promotor pięciu koronacji obrazów Matki Bożej, historyk[7].